# Comité de réflexion et de proposition sur la modernisation et le rééquilibrage des institutions
Pour les articles homonymes, voir Comité Balladur.
Le Comité de réflexion et de proposition sur la modernisation et le rééquilibrage des institutions, appelé plus communément comité Balladur, est un groupe de réflexion créé en 2007 par le président de la République, Nicolas Sarkozy, pour proposer une réforme des institutions de la Cinquième République. Ses conclusions ont inspiré la réforme des institutions menée en 2008.
Elle rappelle la commission Vedel de 1992, et sera suivie cinq ans après par la Commission sur la rénovation et la déontologie de la vie publique nommée par François Hollande.

## Une initiative présidentielle
Le 12 juillet 2007, Nicolas Sarkozy prononce à Épinal un discours dans le cadre d'un déplacement sur le thème de la démocratie irréprochable, reprenant ses propos de campagne à l'élection de 2007, et dans lequel il exprime sa vision des institutions. Le service de presse de l'Élysée communique autour du label Discours d'Epinal, laissant croire au pendant des historiques discours de Bayeux et d'Épinal, dans lesquels le général de Gaulle donne, les 16 juin et 29 septembre 1946, sa vision des institutions françaises.
Le cadre fixé par le président, qui vise à conforter les institutions dans le cadre d'un régime à dominante présidentielle, évoque plusieurs questions qui vont animer les travaux du comité : 
- Pleins pouvoirs issus de l'article 16 de la Constitution, dont l'usage pourrait être plus encadré.
- Réflexion ouverte sur l'article 49 concernant la responsabilité politique du gouvernement devant le Parlement.
- Réévaluation des pouvoirs du Parlement en termes de contrôle de son ordre du jour et d'évaluation des politiques publiques.
- Place pour le Premier ministre dans un régime de plus en plus présidentiel (Jack Lang évoquait même sa possible suppression[2]).
- Rapports entre le président et le parlement : possibilité pour le président d'intervenir devant l'Assemblée nationale.
- Rééligibilité du président.
- Introduction éventuelle d'une dose de proportionnelle pour l'élection du Parlement.
- Assiduité des parlementaires.

## Composition
Présidé par l'ancien Premier ministre Édouard Balladur, il comprend douze autres membres :
- Denys de Béchillon, professeur de droit à l'Université de Pau ;
- Jean-Louis Bourlanges, professeur à l'Institut d'études politiques de Paris, député européen UDF ;
- Guy Carcassonne, professeur de droit constitutionnel à l'université Paris X et à l'Institut d'études politiques de Paris et ancien conseiller du Premier ministre Michel Rocard ;
- Jean-Claude Casanova, président de la Fondation nationale des sciences politiques et ancien conseiller du Premier ministre Raymond Barre (1976–1981) ;
- Dominique Chagnollaud, professeur de sciences politiques à l'Université de Paris II et directeur de son Centre d'études constitutionnelles et politiques ;
- Olivier Duhamel, professeur de droit constitutionnel à l'Institut d'études politiques de Paris et ancien député européen PS ;
- Luc Ferry, philosophe, ancien ministre ;
- Jack Lang, professeur émérite de droit public, ancien ministre, député PS ;
- Anne Levade, professeure de droit public ; professeur de droit Constitutionnel à l'université Paris-XII ;
- Pierre Mazeaud, ancien député RPR, ancien ministre et ancien président du Conseil constitutionnel ;
- Bertrand Mathieu, professeur de droit public à l'Université Paris 1 Panthéon-Sorbonne, président de l'Association française de droit constitutionnel ;
- Olivier Schrameck, conseiller d'État, ancien secrétaire général du Conseil constitutionnel, ancien directeur de cabinet du Premier ministre Lionel Jospin.

Jack Lang et Pierre Mazeaud sont nommés vice-présidents du comité.
Le comité a remis son rapport le 29 octobre 2007, pour une application d'une réforme à voter avant mars 2008. Il s'est réuni pour la première fois le 18 juillet 2007.
La possible participation de Jack Lang à ce comité a été très commentée dans la presse, car celle-ci faisait suite à la participation de plusieurs autres personnalités proches ou membres du PS au gouvernement. Les règles internes du PS imposant le départ des instances pour les personnes non désignées par le PS qui acceptent une mission, Jack Lang avait annoncé sa démission du bureau national le 9 juillet en critiquant violemment le premier secrétaire, François Hollande. Partisan isolé de la présidentialisation du régime, Jack Lang ne reprendra pas à son compte les positions du PS au sein du comité.

## Travaux de la commission
La commission a travaillé pendant trois mois et a procédé à plusieurs auditions lors de trois sessions d'auditions, les 11 – 12 septembre, les 18 – 19 septembre et les 25 – 26 septembre. Chaque audition durait entre 1 h et 1 h 30.
Ont ainsi été auditionnés :
- pour le Parti socialiste : François Hollande, Jean-Marc Ayrault et  Jean-Pierre Bel ;
- pour le Parti communiste : Marie-George Buffet, Jean-Claude Sandrier et Nicole Borvo Cohen-Seat ;
- pour l'UMP  : Patrick Devedjian, Jean-Pierre Raffarin, Jean-François Copé et Josselin de Rohan ;
- pour le Nouveau Centre : Hervé Morin et François Sauvadet ;
- pour les Verts : Cécile Duflot ;
- pour le MoDem : François Bayrou ;
- pour le Parti radical de gauche : Jean-Michel Baylet ;
- pour le Mouvement républicain et citoyen : Jean-Pierre Chevènement ;
- pour le Front national : Jean-Marie Le Pen ; Bruno Gollnisch ; Marine Le Pen
- pour le Mouvement pour la France : Philippe de Villiers ;
- pour le groupe RDSE du Sénat : Pierre Laffitte ;
- pour le groupe UC-UDF du Sénat : Michel Mercier ;
- le président de l'Assemblée nationale, Bernard Accoyer ;
- le président du Sénat, Christian Poncelet ;
- le président du Conseil constitutionnel, Jean-Louis Debré (ancien ministre et ancien président de l'Assemblée nationale) ;
- le président du Conseil économique et social, Jacques Dermagne ;
- le procureur général près la Cour de cassation, Jean-Louis Nadal ;
- le premier président de la Cour des comptes, Philippe Séguin (ancien ministre et ancien président de l'Assemblée nationale) ;
- le premier président de la Cour de cassation, Vincent Lamanda ;
- le président de l'Association des régions de France, Alain Rousset ;
- le président de l'Assemblée des départements de France, Claudy Lebreton ;
- le médiateur de la République, Jean-Paul Delevoye ;
- le président de la commission des lois de l'Assemblée nationale, Jean-Luc Warsmann ;
- le président de la commission des lois du Sénat, Jean-Jacques Hyest ;
- le vice-président du Conseil d'État, Jean-Marc Sauvé ;
- le secrétaire d'État aux affaires européennes, Jean-Pierre Jouyet.

Ces auditions, sauf désaccord des intervenants, étaient télévisées et diffusées sur les chaînes parlementaires Public Sénat et LCP-AN.
Certains autres partis politiques ou syndicats, comme la CFDT, ont adressé des demandes ou commentaires par courrier.

## Rapport du comité
Édouard Balladur, en présence des autres membres du comité, a remis officiellement le 29 octobre 2007 le rapport du comité au président de la République. 
La presse s'est faite l'écho quelques jours avant sa remise officielle, des principales propositions contenues dans ce rapport. Il comporte 77 propositions de révisions ou articles nouveaux, dont 41 concernent la Constitution, portant sur plus de la moitié des articles de celle-ci. Ces 77 propositions ont été adoptées à l'unanimité des membres du comité. 
Les principales modifications proposées sont : 
- Délimitation des attributions du président de la République : 
  - Précision de l'article 5 et de l'article 20 : désormais le président définit la politique nationale et le gouvernement la conduit mais ne la détermine plus.
  - Nominations à certaines fonctions faites par le président : elles seraient soumises à l'avis d'une commission parlementaire.
  - Limitation du droit de grâce.
  - Suppression du droit de veto de fait en matière de révision constitutionnelle.
  - Contrôle de la mise en œuvre des pleins pouvoirs (article 16) par le Conseil constitutionnel.
  - Fin de la présidence du Conseil supérieur de la magistrature.
  - Possibilité de venir s'exprimer devant le Parlement, qui pourra être suivie d'un débat mais sans vote.
- Parlement :
  - « Remplacement temporaire » des députés et sénateurs « en cas d'acceptation par eux de fonctions gouvernementales » (article 25).
  - Maîtrise de l'ordre du jour du Parlement partagée avec le gouvernement (actuellement, seul ce dernier en a la maitrise)
  - Les discussions au Parlement porteraient sur les textes des travaux des commissions et non plus sur celui imposé par le gouvernement. Le nombre de commissions passerait de 6 à 10.
  - Limitation de l'utilisation du « 49.3 » par le gouvernement aux projets de loi de finances et de financement de la Sécurité sociale.
  - Mandat unique pour les parlementaires. Ceux-ci ne pourraient plus cumuler avec un autre mandat local ou européen.
  - Introduction d'une petite dose de proportionnelle pour l'élection des députés (20 à 30 sièges sur les 577 sièges actuels), soit environ 5 % de députés élus selon ce mode.
  - Meilleure représentation nationale au Sénat. Chaque collectivité locale dont actuellement tous les élus participent à la désignation des sénateurs, se verrait affectée un nombre déterminé de délégués pouvant participer à ce vote. Ce nombre de délégués serait proportionnel au poids démographique de la collectivité.

- Candidature à la Présidence de la République :
  - Suppression des 500 « parrainages » d'élus pour pouvoir être candidat. La sélection des candidats serait faite par un collège d'environ 100 000 élus composé des parlementaires, des conseillers régionaux et généraux, des maires et des délégués des conseils municipaux. Ces derniers seraient sélectionnés à proportion de la population qu'ils représentent. L'ensemble du collège serait soumis à une obligation de vote, à bulletin secret au chef-lieu de chaque département.

- Droit des citoyens :
  - Institution d'un référendum d'initiative populaire à la demande d'un cinquième des membres du Parlement et d'un dixième des électeurs. Actuellement, le président de la République a le monopole de l'initiative d'un référendum.
  - Saisine du Conseil constitutionnel par un justiciable lors d'un procès par voie d'exception aux fins d'apprécier la conformité d'une loi aux libertés et droits fondamentaux reconnus par la Constitution.

## Commentaires et critiques sur le rapport

### Commentaires du comité
Édouard Balladur a indiqué souhaiter  qu'un projet de loi s'inspirant des propositions du Comité qu'il présidait soit examiné en décembre 2007 et en janvier 2008 par les deux chambres du Parlement. Mais, conscient de la charge de travail du Parlement dans les prochains mois du fait du Traité simplifié européen, il souhaite que cette révision ne passe pas devant le Congrès (réunion des deux assemblées) avant les élections municipales de mars 2008. 
En parlant des travaux du comité de réflexion, il a indiqué que la France avait une Constitution « qui va avoir un demi-siècle, [...] qui a bien fonctionné, qui a assuré [...] l'efficacité du pouvoir exécutif, mais les temps changent [...] et il y a partout dans la société un désir de participer, de concourir aux décisions ». 
Le comité affirme dans son rapport proposer la révision constitutionnelle « la plus importante » entreprise sur notre Constitution depuis plus de 40 ans. Le comité indique que la Constitution a été révisée 20 fois depuis 1958, dont 14 depuis 1995 sans que n'aient été mis en place de contrepoids au pouvoir présidentiel. Il indique que « la nécessité d'une démocratisation des institutions est pressante » et que le comité est « unanimement convaincu » de la nécessité d'un « changement institutionnel global et ambitieux ».
Le comité n'a pas retenu, bien que plusieurs de ses membres y aient été favorables, de supprimer la responsabilité du gouvernement devant l'Assemblée nationale et le droit de dissolution de l'Assemblée nationale par le président de la République. 
Il a jugé « inopportun » de limiter à deux le nombre de mandats du président de la République. Cette limitation était une promesse électorale de Nicolas Sarkozy.

### Critiques sur les propositions

#### «Remplacement temporaire»des députés et sénateurs
L'article 25 prévoit le « remplacement temporaire » des députés et sénateurs « en cas d'acceptation par eux de fonctions gouvernementales ». Jusqu'à présent, les anciens ministres ne pouvaient retrouver leur siège au Parlement qu'après la démission de leur suppléant et l'organisation d'une élection partielle. Cette mesure, adoptée en 1958, visait à préserver les parlementaires devenus ministres de la tentation de déclencher une crise gouvernementale, tout en retrouvant automatiquement leur siège de député ou de sénateur après avoir quitté le gouvernement. L'instauration d'un système de « remplacement temporaire » pourrait contribuer à faire renaître cette pratique, qui avait été à l'origine de fréquentes crises ministérielles avant 1958.

#### Non-cumul des mandats
Les parlementaires y sont majoritairement défavorables au non-cumul des mandats. Actuellement la loi permet de cumuler le mandat de parlementaire avec un autre (et un seul) mandat local. Le comité constate que pour l'Assemblée nationale, 259 des 577 députés sont maires, 21 sont présidents de conseil général, 8 sont présidents de conseil régional et pour le Sénat, 121 des 331 sénateurs sont maires, 32 sont présidents de conseil général, 3 sont présidents de conseil régional. Presque tous les parlementaires sont au moins conseillers municipaux ou conseillers généraux. 

#### Dose de proportionnelle
Les députés UMP sont très majoritairement défavorables à toute dose de proportionnelle. Les socialistes, et surtout les partis politiques pas ou peu représentés au Parlement, trouvent les 5 % des sièges une proportion trop faible. Ces derniers font remarquer que si ces 5 % s'appliquent à l'ensemble des formations, les deux partis dominants obtiendrait à eux deux sans doute au moins la moitié des sièges attribués à la proportionnelle, ne laissant alors que 10 ou 15 sièges à se partager entre les  autres formations politiques.

#### Présidentialisation du régime. Modification des articles 5 et 20 de la Constitution
Certains professeurs de droit constitutionnel, notamment Marie-Anne Cohendet, estiment que la révision de l'article 5 de la Constitution, confiant au Président de la République le soin de « définir la politique de la Nation », et retirant corrélativement ce pouvoir au gouvernement, est de nature à conduire à une présidentialisation croissante du régime, et à « séparer le pouvoir de la responsabilité ». Cette proposition est toutefois contestée par d'autres auteurs, et notamment par Frédéric Rolin qui soutient, au contraire, que cette proposition n'emporte aucun effet juridique direct . Le professeur Bastien François, l'un des fondateurs de la Convention pour la sixième République (C6R), estime pour sa part que les propositions du rapport Balladur « pour séduisantes que certaines puissent être, ne règlent en rien le problème démocratique de la Ve République, le découplage entre exercice du pouvoir d’État et responsabilité politique des gouvernants ». Le professeur Pascal Jan considère quant à lui que « si la cohabitation survenait malgré tout, l'introduction d'une dose de proportionnelle au scrutin législatif pouvant déjouer les calculs électoraux les plus savants, le chef de l'État ne disposerait de toutes les façons d’aucune prérogative supplémentaire pour s'opposer à un gouvernement hostile. ». Cependant par une lettre en date du 12 novembre 2007, adressée au Premier ministre, le Président de la République, Nicolas Sarkozy, a émis le souhait de ne pas voir ces articles modifiés (ainsi que l'article 21).

#### Non-prise en compte des demandes de l'opposition
Les parlementaires socialistes (sauf Jack Lang) ont voté contre le projet car ses demandes n'auraient pas été prise en compte :
- réforme du mode de scrutin sénatorial,
- introduction d'une part importante de proportionnelle aux élections législatives,
- droit de vote des étrangers aux élections locales,
- prise en compte du temps de parole du chef de l'État dans les médias.

## Traduction législative
Un projet de loi constitutionnelle s'inspirant de ces travaux a été proposé au parlement. Le projet fut approuvé par l'Assemblée nationale le 9 juillet 2008 et par le Sénat le 17 juillet 2008.
Le projet a été soumis au Congrès à Versailles qui l'a adopté le 21 juillet 2008 avec deux voix de majorité (au-delà des trois cinquièmes des suffrages exprimés requis).
En mai 2010, le Comité de réflexion et de proposition sur la modernisation et le rééquilibrage des institutions remet à Bernard Accoyer un rapport d'étape, dans lequel il considère que les innovations adoptées sont « convenablement appliquées ».